# Welcome to Chippendales
Welcome to Chippendales ist eine US-amerikanische Miniserie über die Stripper-Truppe Chippendales, inspiriert von dem 2014 erschienenen Buch Deadly Dance: The Chippendales Murders von K. Scot Macdonald und Patrick MontesDeOca. Die Premiere der Miniserie fand am 22. November 2022 auf dem US-Streamingdienst Hulu statt. Im deutschsprachigen Raum erfolgte die Erstveröffentlichung der Miniserie am 11. Januar 2023 durch Disney+ via Star als Original.

## Besetzung und Synchronisation
Die deutschsprachige Synchronisation entstand nach den Dialogbüchern von Janne von Busse und Benedikt Rabanus sowie unter der Dialogregie von Peter Woratz durch die Synchronfirma FFS Film- & Fernseh-Synchron in München.

### Hauptdarsteller
| Rolle                  | Schauspieler      | Synchronsprecher |
| ---------------------- | ----------------- | ---------------- |
| Somen „Steve“ Banerjee | Kumail Nanjiani   | Patrick Schröder |
| Nick De Noia           | Murray Bartlett   | Markus Pfeiffer  |
| Irene Banerjee         | Annaleigh Ashford | Farina Brock     |
| Denise Coughlin        | Juliette Lewis    | Claudia Lössl    |

### Nebendarsteller
| Rolle  | Schauspieler       | Synchronsprecher       |
| ------ | ------------------ | ---------------------- |
| Bobby  | Darren Lipari      | Sebastian Pappenberger |
| Larry  | Adam Ray           | Christopher Kussin     |
| Burt   | Robert Allen Mukes | Johannes Stockmann     |
| Otis   | Quentin Plair      | Sebastian Winkler      |
| C.J.   | Justin L. Wilson   | Tillbert Strahl        |
| Richie | Michael Graceffa   | Stan Holoubek          |

### Episodendarsteller
| Rolle             | Schauspieler      | Synchronsprecher   |
| ----------------- | ----------------- | ------------------ |
| Paul Snider       | Dan Stevens       | Stefan Günther     |
| Dorothy Stratten  | Nicola Peltz      | Marcia von Rebay   |
| JT                | Luke Crory        | Can Philipp Suemer |
| Wayne             | Joshua Hoyo Jr.   | Max Schira         |
| Peter Bogdanovich | Philip Shahbaz    | Jochen Paletschek  |
| Mr. Singh         | Eliyas Qureshi    | Matthias Kupfer    |
| Mrs. Singh        | Sathya Jesudasson | Anja Taborsky      |
| Betty             | Nancy De Mayo     | Petra Preuß        |
| Nate McCollum     | Jack Schumacher   | Andreas Thiele     |

## Episodenliste
| Nr. | Deutscher Titel                     | Originaltitel                    | Erstveröffentlichung (USA) | Deutschsprachige Erstveröffentlichung (D/A/CH) | Regie                 | Drehbuch                     |
| --- | ----------------------------------- | -------------------------------- | -------------------------- | ---------------------------------------------- | --------------------- | ---------------------------- |
| 1   | Eine elegante, exklusive Atmosphäre | An Elegant, Exclusive Atmosphere | 22. Nov. 2022              | 11. Jan. 2023                                  | Matt Shakman          | Robert D. Siegel             |
| 2   | Vier Genies                         | Four Geniuses                    | 22. Nov. 2022              | 11. Jan. 2023                                  | Matt Shakman          | Robert Siegel                |
| 3   | Schmelzkäse                         | Velveeta                         | 29. Nov. 2022              | 11. Jan. 2023                                  | Gwyneth Horder-Payton | Rajiv Joseph                 |
| 4   | Rein geschäftlich                   | Just Business                    | 6. Dez. 2022               | 11. Jan. 2023                                  | Gwyneth Horder-Payton | Annie Julia Wyman            |
| 5   | Blutsauger                          | Leeches                          | 13. Dez. 2022              | 11. Jan. 2023                                  | Nisha Ganatra         | Jacqui Rivera                |
| 6   | Der 31. Februar                     | February 31st                    | 20. Dez. 2022              | 11. Jan. 2023                                  | Nisha Ganatra         | Annie Julia Wyman            |
| 7   | Vertrag ist Vertrag                 | Paper Is Paper                   | 27. Dez. 2022              | 11. Jan. 2023                                  | Richard Shepard       | Jenni Konner                 |
| 8   | Schweiz                             | Switzerland                      | 3. Jan. 2023               | 11. Jan. 2023                                  | Richard Shepard       | Rajiv Joseph & Robert Siegel |